# 斯海弗宁恩酒店

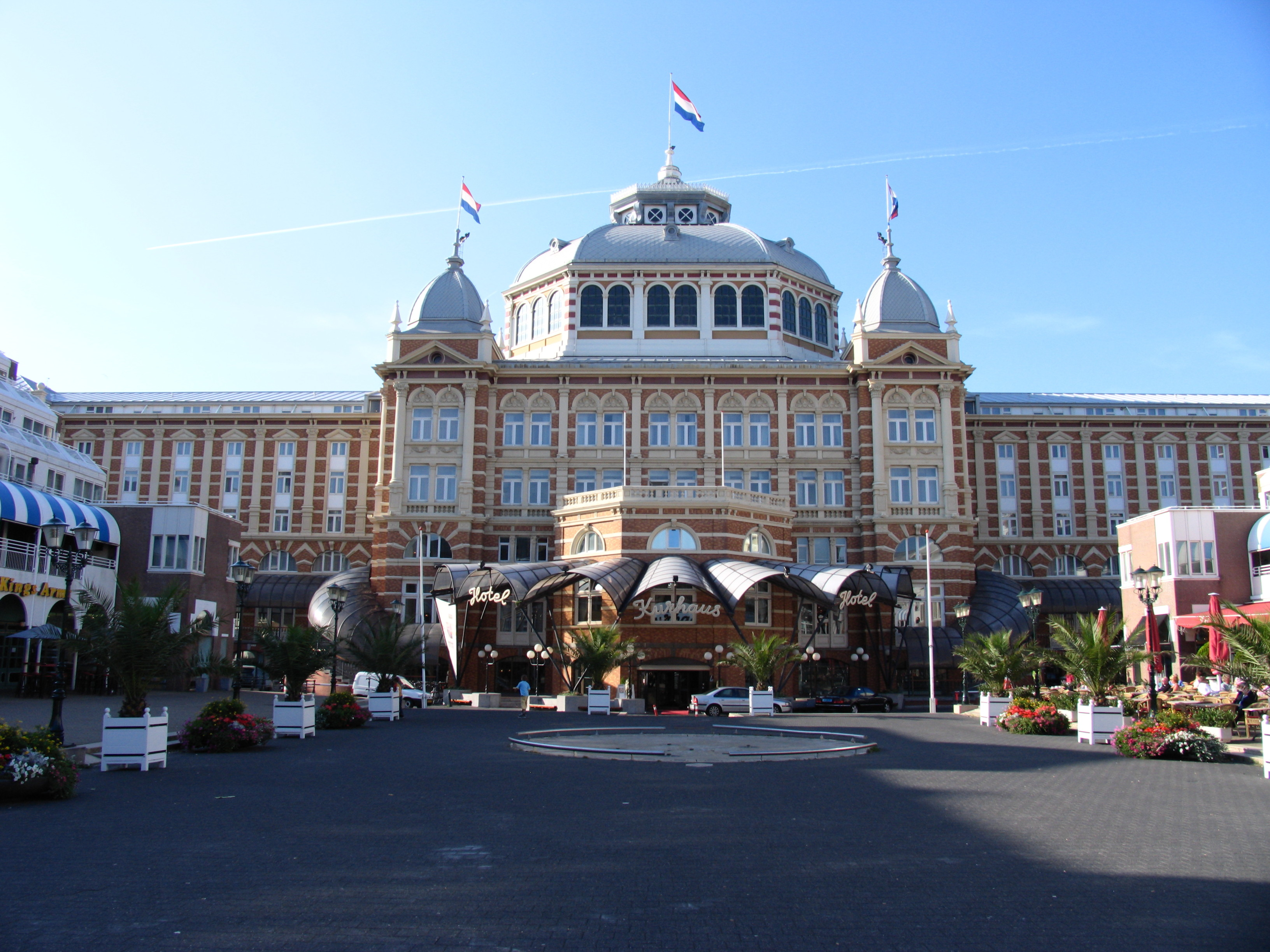
斯海弗宁恩酒店

斯海弗宁恩酒店（荷蘭語：Kurhaus of Scheveningen）是位於荷蘭海牙斯海弗宁恩的一座酒店，位於海濱度假區，靠近海灘。這座酒店興建於1884年至1885年期間，設計者是德國建築家Johann Friedrich Henkenhaf和Friedrich Ebert。最初的設計包括一個音樂廳和一個有120個房間的酒店。此後酒店發生大火，在1886年至1887年重建。

## 外部連結
维基共享资源上的相關多媒體資源：斯海弗宁恩酒店
52°06′48″N 4°16′54″E / 52.11333°N 4.28167°E